# Remember My Name
Remember My Name è il primo album in studio del rapper statunitense Lil Durk, pubblicato nel 2015.

## Tracce
1. 500 Homicides – 2:43
2. Amber Alert – 3:03
3. Like Me (featuring Jeremih) – 3:58
4. Lord Don't Make Me Do It – 3:49
5. Don't Judge Me – 3:09
6. Tryna' Tryna' (featuring Logic) – 3:20
7. Higher – 3:32
8. Resume – 3:13
9. What Your Life Like – 3:07
10. Why Me – 3:52

Tracce Bonus - Edizione Deluxe
1. Ghetto (Grew Up) (featuring Hypno Carlito) – 3:53
2. Remember My Name (featuring King Popo) – 3:28